# Pastirček in čarovnikova hči
Pastirček in čarovnikova hči je slovenska ljudska pravljica, ki jo je zapisal Tone Ljubič.
Spada med čudežne pravljice. Njihova glavna značilnost je nastopanje čarobnih pripomočkov ali nenavadnih moči. To jih tudi loči od realističnih pravljic, kjer tega ne zasledimo. V pravljici Pastirček in čarovnikova hči so čarobni pripomoček železni škornji. Z njihovo pomočjo pastirček pride na vrh Steklene gore, kjer dobi svojo nevesto.

## Povzetek vsebine
Nekoč je pastirček, edini sin revne matere, šel napajat k jezeru. Tam je opazil tri deklice in eni izmed njih iz nagajivosti ukradel obleko. Deklica ga je prosila, naj mu jo vrne, pastirček pa je bil to pripravljen storiti le, če bi se poročila z njim. Ker je bila deklica čarovnikova hči, je bila edina možna pot do poroke ta, da snubec pride v Deveto deželo na Stekleno goro k njenemu očetu in ga prosi zanjo. Pastirček se je s tem strinjal in ji vrnil obleko.
Najprej je odšel do svoje matere in jo prosil za popotnjo, nato pa se je odpravil. Dolgo pot je že prehodil, ko je srečal starega moža. Vprašal ga je, če ve za Deveto deželo na Stekleni gori. Mož mu je odkimal in ga napotil k svojemu starejšemu bratu. Pri tem ga je opozoril, naj mu že od daleč vpije, da mu prinaša pozdrave od mlajšega brata, če ne, ga zdrobi v sončni prah. Pastirček ga je ubogal in pri starejšem bratu se je zgodba ponovila. Tako je odšel k najstarejšemu od starcev, kjer je s pomočjo vetrov dobil odgovor na vprašanje. Za pot na Stekleno goro naj bi potreboval tri pare železnih škornjev. Veter Krivec ga je vodil do kovača pod goro, ki mu je skoval železne škornje. Pred odhodom mu je naročil, naj ima več v glavi kakor v nogah, drugače ne pride na vrh. Pastirček ga ni poslušal, zato se mu je podvig dvakrat ponesrečil. Šele ko je obul tretji par škornjev, je upošteval kovačeve besede in po dolgi poti prišel na vrh.
Prispel je do čarovnikove hiše in stopil do gospodarja. Najprej ga je pozdravil, nato pa poprosil za roko hčerke. Ta se mu je smejal in rekel, da jo dobi le, če stori tri dela, ki mu jih bo naložil, drugače pa ga spremeni v volka. Nato ga je zaprl v ječo. Zvečer je zaporniku njegova izbranka prinesla jesti in mu povedala, kako naj naslednji dan reši nalogo, ki mu jo bo dal njen oče. In res je drugi dan dobil prav to nalogo. Moral je uganiti, katera izmed treh hčer je njegova nevestica in z njeno pomočjo mu je to uspelo. V naslednjih dveh dneh mu je čarovnik naložil še dve nemogoči opravili, a jih je namesto njega s čarovnijo opravila deklica. Po uspešno opravljenih nalogah je čarovnik držal besedo in pastirčku dal svojo hčerko.
Komaj sta fant in deklica odšla, že je prišla domov čarovnikova žena. Takoj je opazila, da ene hčerke ni doma. Mož ji je povedal, kaj se je zgodilo, in čarovnica je takoj vedela, da je njena hči pomagala pastirčku izvršiti naloge. Zato je hitro poslala moža po mlada ubežnika. Ko se jima je čarovnik bližal, je deklica začutila, da ju preganjajo, in spremenila sebe v široko reko, pastirčka pa v čolniček. Čarovnik ju ni prepoznal in se praznih rok vrnil domov. Žena ga je okarala in še enkrat poslala po begunca. Tokrat je deklica spremenila sebe v kravico, njenega ljubega pa v majhnega pastirčka in preganjalec je spet ostal praznih rok. Nato je čarovnica vzela stvari v svoje roke in sama odšla za njima, a tudi tokrat ju je deklica s čarovnijo rešila in ko sta prišla srečno domov, sta se poročila.

## Analiza pravljice
- Pripovedovalec: tretjeosebni oz. vsevedni, na koncu se vključi v pripoved in s tem ustvari komičen zaključek
- Književni čas: neznan
- Književni prostor: izmišljen (jezero, Deveta dežela na Stekleni gori)
- Glavni lik: pastirček
- Stranski liki: čarovnikova hči, čarovnik, čarovnikova žena, trije starci, pastirčkova mati, drugi dve čarovnikovi hčeri, kovač, veter Krivec
  - Okrasni pridevki: srebrna vodica, tančičaste obleke, lep vrt, bela cesta, zlata kočija, široka reka, zelena trata
  - Pomanjševalnice: pastirček, vodica, nevestica, hišica, ptički, bratca, čolniček, kravica
  - Pravljična števila: tri lepe deklice, Deveta dežela, trije starci, trije pari železnih škornjev, tri težke naloge, trikrat skrivanje pred preganjalcem
- Konec: srečen: poroka med pastirčkom in čarovnikovo hčerjo

## Analiza dela po Vladimirju Proppu
Vladimir Propp s svojim strukturalističnim pristopom razlaga sistematično zgradbo pravljice in njene sestavine. Ugotovil je, da so nekatere funkcije stalnice v pravljicah, zato jih je določil kot osnovne enote. Njihovo število je omejeno na 31, med seboj pa si sledijo po določenem vrstnem redu.
Po navadi se pravljica začne z izhodiščno situacijo. Naštejejo se člani družine ali pa se preprosto uvede prihodnji junak. Pravljica se nadaljuje z nizanjem funkcij likov, ki ustrezajo Proppovi teoriji.
- Izhodiščno stanje: Živela je revna mati, ki je imela sina edinca. Bil je krepak in pogumen za tri sovrstnike. Služil je za pastirčka.

- I. – Eden od članov družine odide od doma: pastirček gre napajat k jezeru.

- VIII. – Enemu od družinskih članov nekaj manjka, nekaj hoče imeti: pastirček za vrnitev ukradene oblekice zahteva poroko s čarovnikovo hčerjo.

- X. – Iskalec privoli ali se odloči za odpor: pastirček se odloči, da bo odšel v Deveto deželo na Stekleno goro k čarovniku in ga prosil za hčerko.

- XI. – Junak zapusti dom: pastirček se odpravi v Deveto deželo na Stekleno goro.

- XII. – Junaka preizkušajo, izprašujejo, napadajo idr. ter ga tako pripravljajo na čudežno sredstvo ali pomočnika: prvi starec pastirčka opozori, naj starejšemu bratu že od daleč vpije, da prinaša pozdrave mlajšega brata. Prav tako mu naroči drugi starec.

- XIII. – Junak se odzove na dejanja prihodnjega darovalca: pastirček že od daleč pozdravi starejša dva brata.

- XIV. – Junak prejme čudežno sredstvo: kovač pastirčku skuje železne škornje.

- XV. – Junaka nekdo prenese, dostavi ali privede na kraj, kjer je objekt iskanja: s pomočjo železnih škornjev pride na vrh Steklene gore.

- XXV. – Junaku naložijo težko nalogo: čarovnik pastirčku zada tri težke naloge.

- XXVI. – Naloga je rešena: prvo nalogo junak s pomočjo deklice reši, še preden mu jo čarovnik da. Drugi dve težki nalogi pastirček z dekličino čarovnijo uspešno reši in čarovnik mu podari hčerko.

- XX. – Junak se vrne: pastirček in čarovnikova hči odideta iz čarovnikove hiše.

- XXI. – Junaka zasledujejo: čarovnik in čarovnica preganjata ubežnika.

- XXII. – Junak se reši zasledovanja: s pomočjo dekličinih čarovnij se rešita zasledovalcev.

- XXXI. – Junak se poroči: pastirček in čarovnikova hči se poročita.

### Liki
Tako kot število funkcij je omejeno tudi število likov (7). Velik del funkcij je natančno razdeljenih med književne osebe. Tako ima vsak lik določen svoj krog delovanja. V pravljici Pastirček in čarovnikova hči lahko glavnim osebam določimo njihove vloge in kroge delovanja:
- škodljivec – čarovnica (zasledovanje - XXI)
- darovalec – kovač (priprava za podelitev čudežnega sredstva - XII, podelitev čudežnega sredstva - XIV)
- pomočnik – čarovnikova hči (rešitev pred zasledovanjem - XXII, razrešitev težkih nalog - XXVI)
- carična in njen oče - čarovnikova hči in čarovnik (nalaganje težkih nalog - XXV, poroka - XXXI)
- pošiljatelj - /
- junak – pastirček (odprava na iskanje - XI, odziv na darovalčeve zahteve - XIII, poroka - XXXI)
- lažni junak - /

Glavni lik v pravljici je pastirček. Po Proppovi teoriji ima ta lik vlogo junaka. Nastopa v vseh funkcijah v pravljici, njegov krog delovanja pa lahko omejimo na naslednje funcije: 
- odprava na iskanje - XI,
- odziv na darovalčeve zahteve - XIII,
- poroka - XXXI.

## Motivno-tematske povezave
- Motiv poroke: Hudobna mačeha in dobra pastorka, Ježek Janček, Kako se je ježek ženil, Na drevesu brez imena, O dveh bratih in velikanih, O treh bratih, Pepelko, Ribičev sin, S kačo se je oženil, Sin jež, Vila prijateljica in meseci prijatelji, Vragova nevesta, Zlata ptica, Zmaj s sedmerimi glavami
- Motiv devete dežele: V deveti deželi, Okamnele kraljične, Smrk v deveti deželi

## Izdaje
Pravljica ni izšla kot samostojna knjiga, bila pa je večkrat izdana v zbirkah ljudskih pravljic:
- Bolhar, Alojzij; Gaspari, Maksim; Matičetov, Milko: Slovenske narodne pravljice, Ljubljana, 1997 (prvi natis leta 1952)
- Bohanec, Franček: Slovenska ljudska pripoved, Ljubljana, 1966
- Bohanec, Franček: Ljudske pripovedi, Izbrano delo, Ljubljana, 1972
- Bohanec, Franček; Komelj, Milček: Divja jaga: slovenska ljudska pripoved, Ljubljana, 1994

Zapisana je tudi na zvočni kaseti in zgoščenki z naslovom Moje pravljice.